# ¡Alarma! (rivista)
¡Alarma! è stata una rivista messicana di attualità specializzata in rappresentazione grafica di incidenti stradali, omicidi, ecc., oltre che immagini di donne vestite in modo succinto.
La rivista fu pubblicata per la prima volta il 17 aprile 1963 e il successo generò numerosi rivali (come Alarde!, Enlace! e Poliéster). Fu censurata fra il 1986 ed il 1991, periodo in cui non venne pubblicata, prima di tornare con il nome El nuevo Alarma!. La rivista, durante la sua pubblicazione, ha dichiarato una tiratura di 15 milioni di copie. La sua pubblicazione viene cessata nell'inizio del 2014, dopo la morte per un infarto fulminante del suo fondatore: Miguel Ángel Rodríguez.